# Salon de Bruxelles de 1854
Le Salon de Bruxelles de 1854 est la seizième édition du Salon de Bruxelles, exposition périodique d'œuvres d'artistes vivants. Il a lieu en 1854, du 6 août au 1er novembre dans un bâtiment provisoire élevé dans la cour du palais de Charles de Lorraine à Bruxelles, à l'initiative de la Société royale de Bruxelles pour l'encouragement des beaux-arts.
Ce Salon est le huitième organisé depuis l'Indépendance de la Belgique en 1831. Les prix sont remis sous forme de médailles d'or, d'élévation en qualité de chevalier de l'ordre de Léopold, ainsi que de récompenses pécuniaires.   

## Organisation
Pour chaque exposition, les dates et l'organisation générale sont fixées par arrêté royal, sur proposition du ministre responsable. La commission directrice de l'exposition est ensuite nommée par Arrêté ministériel, le règlement de l'exposition est également fixé par Arrêté ministériel. Chaque Salon est donc géré par une commission directrice distincte.

## Contexte
Ce Salon est le huitième organisé depuis l'Indépendance de la Belgique en 1831. L'exposition de 1854 débute le 6 août 1854. Le Salon est inauguré par le roi Léopold Ier, accompagné par sa fille Charlotte et son fils Philippe. Pour la seconde fois, le Salon a lieu dans le nouvel édifice à deux niveaux construit en 1851 dans la cour du palais de Charles de Lorraine, selon les plans de l'architecte Jean-Pierre Cluysenaar.

## Catalogue

### Données générales
Alors que le Salon de 1851 comprenait près de 1 481 numéros, l'édition de 1854 en propose 1 108. Sur 401 artistes belges exposants, 386 sont issus des provinces d'Anvers, du Brabant et des deux Flandres, quinze sont originaires des cinq autres provinces. Sept pays sont représentés par des exposants : France (149), Pays-Bas (27), Allemagne (23), Italie et Espagne (4) et un de Grande-Bretagne.

### Peinture

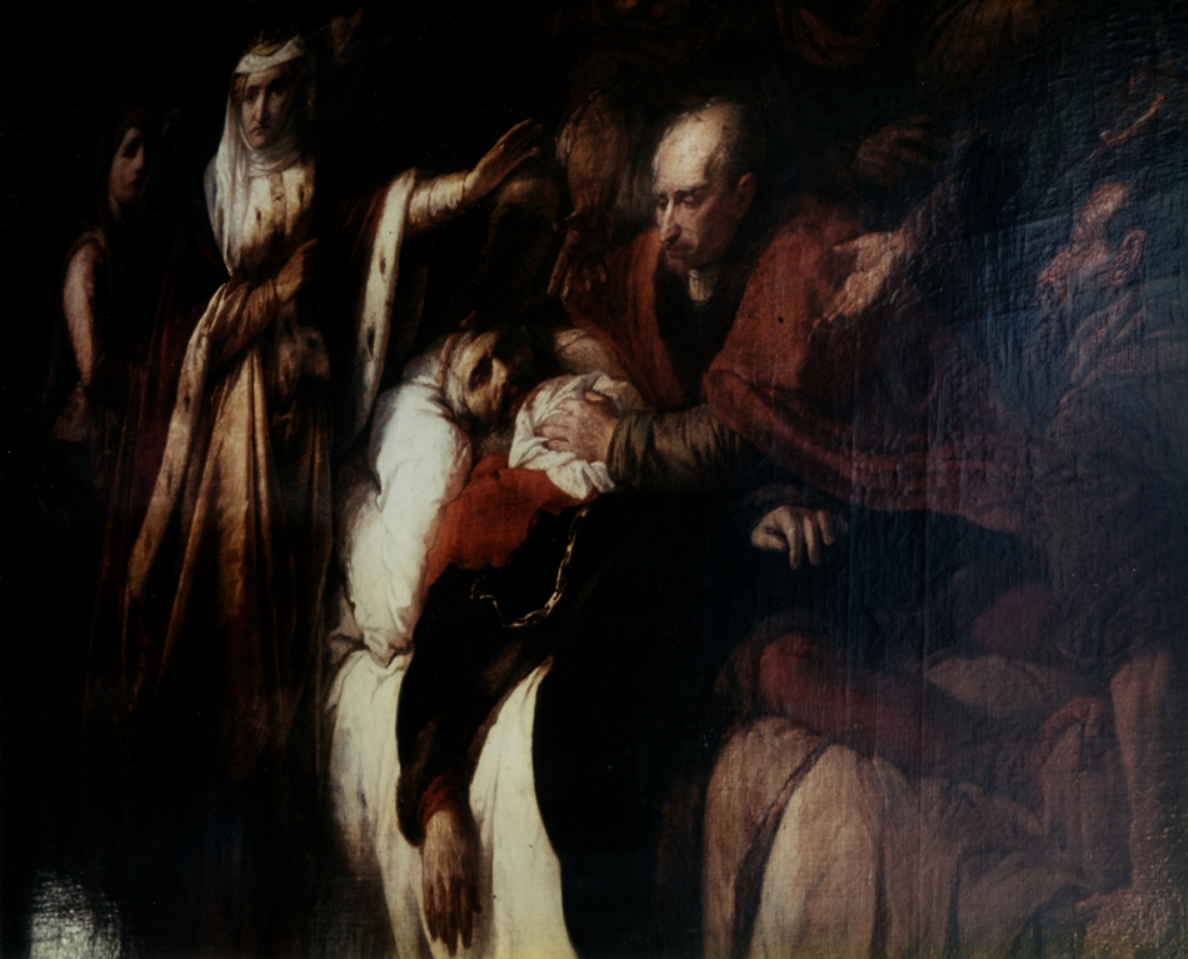
La Mort d'Everaard t'Serclaes par Joseph Stallaert, une des rares peintres d'histoire exposée au Salon de 1854.

Selon le quotidien L'Émancipation, ce Salon est un des plus beaux vus jusqu'ici, sans toutefois montrer de ces grandes compositions de génie qui commandent exclusivement l'attention et qui passionnent les foules, mais elle contient bon nombre d'œuvres où éclatent les qualités de l'école moderne : grâce, finesse d'esprit, limitation libre et intelligente de la nature et habileté dans les moyens d'expression. Cependant, dans son rapport au Ministre de l'Intérieur, le jury des récompenses estime que l'exposition de 1854 est inférieure à celle de 1851 car elle ne bénéficie plus de l'émulation suscitée par l'Exposition universelle de Londres.
La peinture religieuse et la peinture historique ne représentent que trente œuvres exposées, parmi lesquelles La Mort d'Everaard t'Serclaes par Joseph Stallaert et Godefroid de Bouillon à Jérusalem par Charles Verlat. La peinture héroïque et mythologique est totalement absente. L'exposition donne une idée exacte et complète de l'état actuel de la peinture en Belgique et en France. L'Allemagne et les Pays-Bas ne sont pas autant représentés que lors des expositions précédentes et l'école italienne est uniquement représentée par Natale Schiavoni. L'école belge soutient la comparaison, car depuis dix ans, elle s'est tout à fait transformée et a gagné au contact de l'école française, sans perdre les caractéristiques qui la rattachent à l'école flamande. C'est dans le paysage, la peinture de genre et le portrait que l'on trouve les plus belles toiles.
Parmi les paysagistes, Louis Robbe expose La Campine : paysage avec bestiaux, d'une grande qualité, tant au point de vue du paysage que des animaux. Le peintre a évité la monotonie, en jetant des variétés dans les attitudes et en combinant d'heureux effets de lumière. Avoisinant le paysage de Robbe, trois intérieurs d'églises de Jules Victor Génisson qui ne peint presque exclusivement que ces sujets avec une connaissance avérée de l'architecture. Visitant l'exposition, le prince de Prusse a loué les animaux d'Alfred Stevens, les marines de Paul Clays, de même que les tableaux de Louis Gallait.
Frédérique Émilie Auguste O'Connell est un grand peintre dans ses portraits, mais moins dans son Érigone  qui présente un dessin imparfait. Jean-Joseph Bellel expose deux paysages italiens, dont une Vue prise près de Rome qui rappelle les qualités de Poussin. Près de ces tableaux, figure Intérieur du port de Marseille de Félix Ziem qui a rarement exposé en Belgique et dont l'œuvre présentée est d'une puissance et d'une richesse de coloris qui justifient sa grande réputation en France.
Quant aux scènes de genre, Joseph Anne Le Roy envoie trois œuvres que L'Indépendance belge analyse : « M. Leroy affectionne les scènes à la Wouverman. Sa Partie de cartes, où des soldats jouent au lansquenet à l'entrée d'une écurie, et le Trompette sont deux tableaux dans ce goût, terminés avec grand soin, mais où l'artiste a trop laissé dominer ses souvenirs aux dépens de sa personnalité. On remarquera dans le second tableau l'officier qui donne un ordre au jeune trompette. Cette figure est posée avec naturel, parfaitement ajustée et d'un joli faire. Dans sa Tabagie, il a pris un motif différent. Un aveugle, conduit par un enfant et par le chien traditionnel, joue de la clarinette pour divertir deux fumeurs attablés. C'est également de la peinture très finie, mais manquant de ressort ».

### Sculpture, gravure et lithographie
Dans les expositions antérieures, quelques sculptures avaient été exposées dans des salles consacrées aux tableaux, cette année toutes les œuvres ont été réunies dans la même salle. Il y en a quatre-vingts dues à quarante-trois artistes différents. Guillaume Geefs a réalisé, à la demande du gouvernement, une statue en marbre du roi Léopold Ier destinée à orner l'intérieur du Palais de la Nation. L'attitude du souverain a de la noblesse, la ressemblance est exacte et le soin apporté est réel. Les deux statues de Joseph Geefs sont La reine des eaux, grâcieuse et poétique, et Thierry Martens, modeste et consciencieuse. Charles Geerts, de Louvain, expose Génie de la Belgique, un groupe allégorique composé à l'occasion du mariage du duc et de la duchesse de Brabant. 
La salle des gravures présente des œuvres remarquables : L'Innocence, gravure d'après Jean-Baptiste Greuze, du défunt Louis Aristide, La Tentation, d'après Louis Gallait, de Joseph Bal, ou encore L'Hémicycle du palais des beaux-arts, d'après Paul Delaroche de Louis-Pierre Henriquel-Dupont. Des louanges sont également adressées par la critique à Joseph Delboëte, Joseph Demannez, François De Meersman et Louis Falmagne. Les portraits lithographiques des Belges Joseph Schubert, Louis-Joseph Ghémar et Louis Tuerlinckx sont excellents.

## Résultats
Le 3 décembre 1854, lors d'une cérémonie solennelle en présence du roi Léopold Ier et ses deux enfants Charlotte et Philippe comte de Flandre, la proclamation et la remise des récompenses a lieu dans la nouvelle salle construite par la Société d'horticulture au Jardin botanique.

### Ordre de Léopold
En vertu de l'Arrêté royal du 2 décembre 1854, huit artistes, dont quatre Belges, sont nommés chevaliers de l'ordre de Léopold : Hippolyte Bellangé (peintre à Paris), Édouard Jean Conrad Hamman (peintre à Bruxelles), Louis-Pierre Henriquel-Dupont (graveur en taille-douce à Pris), Carl Wilhelm Hübner (peintre à Düsseldorf), Joseph Jaquet (sculpteur à Bruxelles), Alexandre Thomas (peintre à Bruxelles), Edmond Tschaggeny (peintre à Bruxelles) et Hubertus van Hove (peintre à La Haye),.

### Médailles d'or

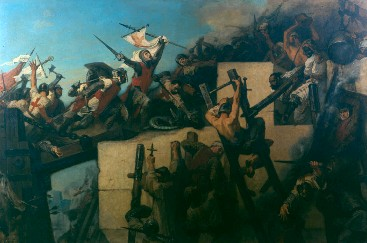
Godefroid de Bouillon à Jérusalem par Charles Verlat.

Sur proposition du jury des récompenses au gouvernement, dix-neuf médailles d'or sont décernées, par le même Arrêté royal, aux artistes suivants, : 
- Joseph Bal (graveur à Bruxelles),
- Léon Belly (peintre à Paris),
- Charles Billoin (peintre à Bruxelles),
- Jean-Baptiste Capronnier (peintre verrier à Bruxelles),
- Jaroslav Čermák (peintre à Prague),
- Alfred de Knyff (peintre à Bruxelles),
- Edouard De Latour (peintre miniaturiste à Paris),
- David de Noter (peintre à Bruxelles),
- Jules De Senezcourt (peintre à Bruxelles),
- Louis De Winter (peintre à Anvers),
- Adolphe-Alexandre Dillens (peintre à Bruxelles),
- Vital Gabriel Dubray (sculpteur à Paris),
- Louis-Joseph Ghémar (lithographe à Anvers),
- Henri Lehon (peintre à Bruxelles),
- Joseph Lies (peintre à Anvers),
- François Stroobant (peintre et lithographe à Bruxelles),
- Jan Swerts (peintre à Anvers),
- Jean-Baptiste Van Moer (peintre à Bruxelles),
- Charles Verlat (peintre à Anvers).

### Catalogue
- Catalogue, Exposition générale des Beaux-Arts de 1854, catalogue explicatif, Bruxelles, G. Stapleaux, 1854, 163 p. (lire en ligne).